# Jerez de García Salinas
Jerez de García Salinas es la cabecera del municipio de Jerez en el estado mexicano de Zacatecas. Se encuentra ubicado en el centro del estado, a 56 km al sudoeste de la ciudad de Zacatecas.
Es una ciudad del estado con importancia turística y cultural. 
Jerez siempre se ha caracterizado por la hermosura de sus fincas y recientemente ha sido incluida en el programa Pueblos mágicos, por parte de la Secretaría de Turismo, por sus tradiciones, costumbres, leyendas y arquitectura.

## Toponimia
La palabra Jerez viene de Xerez, y a su vez del vocablo árabe Scherisch, que significa "lugar donde abundan los vegetales", nombrado así por los conquistadores que venían de España, y por el parecido del terreno con el de la ciudad española de Jerez de la Frontera. Además en 1952 recibió el nombre del estadista Francisco García Salinas, oriundo de esta ciudad.

## Historia

### Época prehispánica
Antes de la primera incursión en 1531 a cargo de los españoles, estas tierras zacatecanas ya estaban habitadas por los chichimecas, huachichiles y zacatecos, esta área comprendía lugares y asentamientos como lo son Susticacán y otros no menores al sur principalmente, mismos que fueron encontrados por los españoles al mando de Cristóbal de Oñate, quien buscaba metales preciosos en las laderas de los cerros del valle, en la primera incursión española por esta región zacatecana en 1531.

### Época virreinal
La Villa de Xerez fue fundada a fines de 1569, según documentos diversos que tiene en su poder el historiador Luis Miguel Berumen Félix que proceden de los archivos de la Real Academia de la Historia de España, además en los archivos de Guadalajara hay antecedentes documentales sobre del 20 de enero y 22 de febrero. En 1570, un grupo de españoles encabezados por el Capitán Pedro Carrillo Dávila, Martín Moreno, Cristóbal Caldera y otros. formaron un asentamiento con el nombre de Jerez de la Frontera con el fin de defender el camino de Guadalajara a Zacatecas, contra los ataques de los indígenas para abastecer y resguardar las minas de Zacatecas. Sin fundamento histórico alguno, solo basándose en tradición oral, se decía que la primera Misa fue celebrada el domingo 23 de enero de 1536, cosa que es incierta. El valle donde se situó la villa estuvo poblado por españoles desde la mitad del siglo XVI, pero la villa en sí fue fundada en 1569 y poblada definitivamente en 1572.
El capitán Pedro Carrillo Dávila recibió su compensación por la conquista recibiendo gran cantidad de tierras o sitios de ganado mayor. Se inicia un nuevo modelo cultural a través de la religión, donde los misioneros se dieron a la tarea de evangelizar, tarea que duró hasta fines del siglo XVI. Se construye una capilla y se inicia la construcción de edificios coloniales como la plaza principal, el jardín grande, la casa consistorial, durante estos años los habitantes de la Villa vivieron un gran auge.

### SiglosXIXyXX
En 1811 procedente de Colotlán llegó a Jerez el Cura de Matehuala José Francisco Álvarez, cabecilla realista que había sido herido, así como el capellán castrense Francisco Inguanzo.
En Jerez el fusilamiento de supuestos insurrectos realizado en la Plaza Mayor, frente a las casas consistoriales fue factor decisivo para que simpatizaran con la Independencia.
Durante la época de la revolución en Jerez, uno de los primeros brotes ocurrió el 15 de septiembre de 1910, la población se manifestó frente a la presidencia municipal al grito de ¡Viva Madero!
El 19 de abril de 1913 Jerez es atacado por tropas al mando de Pánfilo Natera, el Teatro Hinojosa fue incendiado pero las llamas fueron sofocadas. El edificio de la jefatura igual fue incendiado, desgraciadamente en el incendio se perdió el valioso archivo donde se encontraba parte de la historia de Jerez.
A partir del 28 de noviembre de 1952, de conformidad con el decreto n.º 279, el Municipio es llamado "Jerez" y la ciudad "Jerez de García Salinas".
El 13 de julio de 2007 Jerez, Zacatecas es declarado oficialmente Pueblo Mágico por la Secretaría de Turismo, gracias a sus tradiciones, costumbres, leyendas y su arquitectura.

## Medio físico

### Localización
La ciudad se encuentra ubicada en la Región Central a 22° 37' 45" de latitud norte y 102° 59' 25" de longitud oeste, con una altura media de 2020 m s. n. m.

### Clima
Su clima es templado seco, tiene una temperatura media de 16 °C y una precipitación pluvial media anual de 500 mm con mayor incidencia durante el verano.
| Parámetros climáticos promedio de Jerez de Garcia Salinas, Zacatecas (2000 msnm) normales 1991–2020 | Parámetros climáticos promedio de Jerez de Garcia Salinas, Zacatecas (2000 msnm) normales 1991–2020 | Parámetros climáticos promedio de Jerez de Garcia Salinas, Zacatecas (2000 msnm) normales 1991–2020 | Parámetros climáticos promedio de Jerez de Garcia Salinas, Zacatecas (2000 msnm) normales 1991–2020 | Parámetros climáticos promedio de Jerez de Garcia Salinas, Zacatecas (2000 msnm) normales 1991–2020 | Parámetros climáticos promedio de Jerez de Garcia Salinas, Zacatecas (2000 msnm) normales 1991–2020 | Parámetros climáticos promedio de Jerez de Garcia Salinas, Zacatecas (2000 msnm) normales 1991–2020 | Parámetros climáticos promedio de Jerez de Garcia Salinas, Zacatecas (2000 msnm) normales 1991–2020 | Parámetros climáticos promedio de Jerez de Garcia Salinas, Zacatecas (2000 msnm) normales 1991–2020 | Parámetros climáticos promedio de Jerez de Garcia Salinas, Zacatecas (2000 msnm) normales 1991–2020 | Parámetros climáticos promedio de Jerez de Garcia Salinas, Zacatecas (2000 msnm) normales 1991–2020 | Parámetros climáticos promedio de Jerez de Garcia Salinas, Zacatecas (2000 msnm) normales 1991–2020 | Parámetros climáticos promedio de Jerez de Garcia Salinas, Zacatecas (2000 msnm) normales 1991–2020 | Parámetros climáticos promedio de Jerez de Garcia Salinas, Zacatecas (2000 msnm) normales 1991–2020 |
| Mes                                                                                                 | Ene.                                                                                                | Feb.                                                                                                | Mar.                                                                                                | Abr.                                                                                                | May.                                                                                                | Jun.                                                                                                | Jul.                                                                                                | Ago.                                                                                                | Sep.                                                                                                | Oct.                                                                                                | Nov.                                                                                                | Dic.                                                                                                | Anual                                                                                               |
| --------------------------------------------------------------------------------------------------- | --------------------------------------------------------------------------------------------------- | --------------------------------------------------------------------------------------------------- | --------------------------------------------------------------------------------------------------- | --------------------------------------------------------------------------------------------------- | --------------------------------------------------------------------------------------------------- | --------------------------------------------------------------------------------------------------- | --------------------------------------------------------------------------------------------------- | --------------------------------------------------------------------------------------------------- | --------------------------------------------------------------------------------------------------- | --------------------------------------------------------------------------------------------------- | --------------------------------------------------------------------------------------------------- | --------------------------------------------------------------------------------------------------- | --------------------------------------------------------------------------------------------------- |
| Temp. máx. abs. (°C)                                                                                | 30.5                                                                                                | 33                                                                                                  | 34                                                                                                  | 36                                                                                                  | 38                                                                                                  | 37                                                                                                  | 34                                                                                                  | 33.5                                                                                                | 39                                                                                                  | 33                                                                                                  | 32                                                                                                  | 29                                                                                                  | 39                                                                                                  |
| Temp. máx. media (°C)                                                                               | 22.9                                                                                                | 24.5                                                                                                | 26.8                                                                                                | 29.3                                                                                                | 31.2                                                                                                | 30.3                                                                                                | 28.1                                                                                                | 28.1                                                                                                | 27.0                                                                                                | 26.5                                                                                                | 25.2                                                                                                | 23.2                                                                                                | 26.9                                                                                                |
| Temp. media (°C)                                                                                    | 13.2                                                                                                | 14.8                                                                                                | 16.7                                                                                                | 18.9                                                                                                | 21.3                                                                                                | 22.2                                                                                                | 21.0                                                                                                | 21.0                                                                                                | 20.1                                                                                                | 18.4                                                                                                | 16.0                                                                                                | 13.8                                                                                                | 18.1                                                                                                |
| Temp. mín. media (°C)                                                                               | 3.6                                                                                                 | 5.2                                                                                                 | 6.5                                                                                                 | 8.4                                                                                                 | 11.5                                                                                                | 14.2                                                                                                | 13.9                                                                                                | 13.8                                                                                                | 13.2                                                                                                | 10.3                                                                                                | 6.8                                                                                                 | 4.4                                                                                                 | 9.3                                                                                                 |
| Temp. mín. abs. (°C)                                                                                | -6.5                                                                                                | -3                                                                                                  | -3                                                                                                  | -2                                                                                                  | 0.5                                                                                                 | 6                                                                                                   | 10                                                                                                  | 9                                                                                                   | 5                                                                                                   | 2                                                                                                   | -3.5                                                                                                | -5                                                                                                  | -6.5                                                                                                |
| Precipitación total (mm)                                                                            | 22.4                                                                                                | 17.9                                                                                                | 6.3                                                                                                 | 3.1                                                                                                 | 14.1                                                                                                | 73.3                                                                                                | 108.4                                                                                               | 107.0                                                                                               | 94.6                                                                                                | 35.5                                                                                                | 13.6                                                                                                | 13.8                                                                                                | 510.0                                                                                               |
| Fuente: Servicio Meteorológico Nacional                                                             | | | | | | | | | | | | | |

#### Vientos dominantes
En primavera: del sur, sudeste, este, noreste, noroeste y sudeste de 8.0 km/h

En verano: del sur, sudeste, este, noreste de ocho kilómetros por hora, del sudeste de 14 km/h

En otoño: Del sur, sudeste, este, noreste y norte de 8 km/h, del sudeste de 14 km/h

En invierno: Del sur, sureste, este, noreste de 14 km/h, del oeste de 8 km/h y del norte de 3 km/h.

## Turismo

### Patrimonio

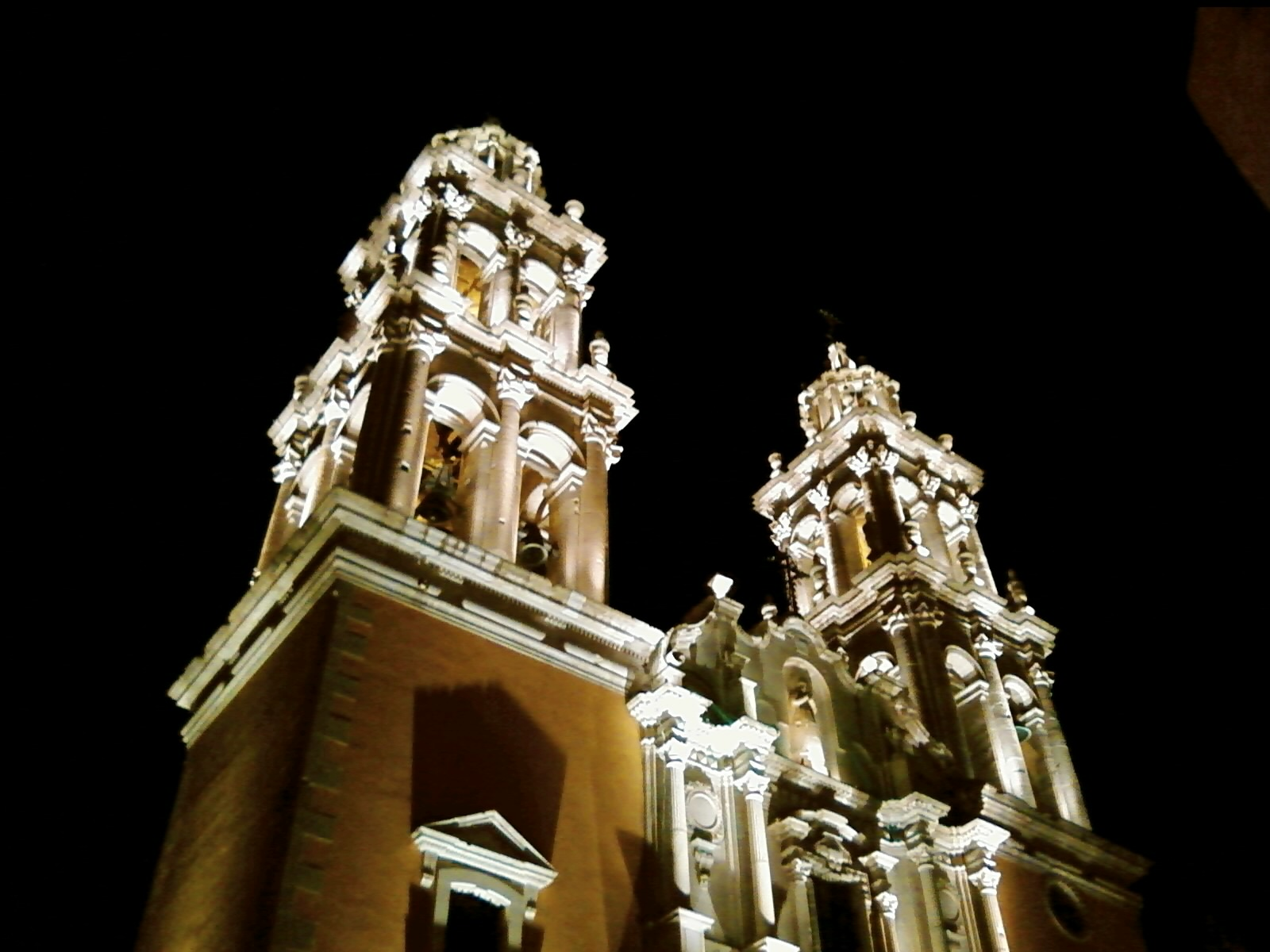
Santuario de Nuestra Señora de la Soledad, Jerez de García Salinas, Zac.

Hay jerezanos que se han distinguido a nivel internacional por sus destacadas obras en lo literario, lo musical y en la política. Asimismo, existe folclor propio y original como el tradicional tamborazo, que ha dado origen a la banda y otros estilos mexicanos de música. El tamborazo tuvo su nacimiento en la comunidad denominada El cargadero como una mezcla musical de dos culturas. Entre sones e instrumentos nuevos, favorecieron con ello el uso y costumbres que a la fecha se pueden encontrar.
La ciudad cuenta con centros de interés turístico, como el Santuario de Nuestra Señora de la Soledad; y un marco colonial, jardín principal, presidencia municipal, el edificio de la torre, erigido para que fuera escuela de niñas; la Parroquia de la Inmaculada Concepción, la casa del banco, el teatro Hinojosa, la casa museo Ramón López Velarde y el panteón de Dolores.

### Fiestas
- Feria de la primavera. Celebrada desde 1824, la feria de Jerez se ha realizado poco después de la llegada de la primavera, y al término de la cuaresma, se ha distinguido por sus eventos, como el Sábado de Gloria, día en que se reúnen más de 40,000 personas en la pequeña ciudad, para presenciar o participar en la tradicional cabalgata charra y quema de judas. Al día de hoy, la fiesta del Sábado de Gloria es reconocida a nivel nacional e internacional por su alegría y particularidad, misma que concentra a decenas de miles de personas. Una fiesta que día a día crece y se hace más popular, aquella que representa el máximo festejo de los jerezanos.

- Jerezada. La Peña Taurina Jerezana se formó el primer viernes del Mes de febrero de 1996 en el “Rincón Bohemio” del pintor y escultor zacatecano “El Cuate Pérez”, en el cual se dieron cita un grupo de aficionados taurinos donde la reunión tenía como objetivo dignificar y rescatar a Jerez Taurinamente.

- Festival de la Tostada. Es un evento gastronómico que incluyen presentaciones artísticas, eventos deportivos y la muestra gastronómica con gran variedad de tostadas típicas del municipio.

- Festival de la Tambora. Se dice que el popular tamborazo tuvo sus orígenes en Jomulquillo en Jerez, Zacatecas, ritmo musical valorado de forma importante por habitantes de la región y más allá de tierras zacatecanas. Como iniciativa para fomentar y honrar a grandes exponentes de este género musical, en Jerez se celebra nuevamente el Festival de la Tambora, teniendo como marco el “día del músico” en que se festeja a Santa Cecilia.[9]

## Educación
La ciudad de Jerez cuenta con escuelas de niveles Básico, Medio Superior y Superior, como son en lo referente a escuelas primarias:
Escuela Primaria Beatriz González Ortega, Escuela Primaria Genaro Borrego la escuela Lic. Benito Juárez, el Colegio Daniel Márquez Medina, la Escuela Primaria Guillermo Prieto, Escuela Primaria Candelario Huizar, Escuela Primaria Adolfo López Mateos, Escuela Primaria Ramón López Velarde, Escuela Primaria Francisco García Salinas, Escuela Primaria Ignacio Zaragoza, Nivel Primaria del Instituto Maxwell, entre otras.
Entre las escuelas secundarias podemos encontrar: Escuela Secundaria Ramón López Velarde, Escuela Secundaria Constituyentes de 1917, Escuela Secundaria Francisco García Salinas, Escuela Secundaria Armando Cruz Palomino, Colegio Daniel Márquez Medina y como Telesecundarias tenemos: la escuela Telesecundaria Rosendo Guerrero Carlos, escuela Telesecundaria Fuensanta, escuela Telesecundaria Beatriz González Ortega, Nivel Secundaria del Instituto Maxwell etc.,
En nivel medio superior está: la Preparatoria Francisco García Salinas, el CETIS 114, el Colegio de Bachilleres de Ermita de Guadalupe, la Preparatoria UAZ programa V, y el linev Bahillerato del Instituto Maxwell.
En nivel Superior se tiene el Instituto Tecnológico Superior de Jerez, que cuenta con cinco carreras a nivel licenciatura, 3 de ellas acreditadas y certificado de calidad ISO 9001:2015; así también el Instituto Superior de Educación Artística Calmecac con dos licenciaturas en artes y danza folclórica mexicana y próximamente maestría en Artes.
Unos de los proyectos de gran beneficio a Jerez e inaugurado por el presidente Andrés Bermúdez fue la Universidad Autónoma de Zacatecas (UAZ) Campus Jerez, así como la Universidad Metropolitana del Centro Archivado el 30 de mayo de 2009 en Wayback Machine. la cual imparte 7 licenciaturas y una maestría.
Además existen instituciones privadas como el Colegio Daniel Márquez Medina que forma parte de la cadena Colegios Jadilop y el el Instituto Maxwell Archivado el 4 de marzo de 2010 en Wayback Machine. con los niveles desde preescolar hasta preparatoria.

## Personas destacadas
- Ramón López Velarde, poeta y funcionario
- Candelario Huízar, músico
- Francisco García Salinas, político
- Eugenio del Hoyo, historiador
- José Carlos Ruiz, actor
- Kay Pérez, saxofonista

## Ciudades hermanas
La ciudad de Jerez está hermanada con las siguientes ciudades:
- Laredo, Estados Unidos.[10]
- Jerez de la Frontera, España